# Auguste Neveu
Auguste Pierre Neveu, né le 16 avril 1885 à Saint-Georges-d'Oléron et mort le 31 octobre 1960, est un médecin français.

## Biographie
Auguste Neveu fait ses études médicales à la Faculté de Bordeaux. Sorti premier de sa promotion, il est médecin de marine et il est fait Chevalier de la Légion d'honneur en 1926.
Il ouvre ensuite un cabinet à Rochefort en Charente-Maritime, rue Pierre-Loti. Il s'intéresse aux effets pervers de l'antisepsie telle qu'elle est alors pratiquée et il s'inscrit dans la continuité du chirurgien Pierre Delbet.
À partir de 1932, il commence à traiter des malades à l'aide de solutions de chlorure de magnésium. Il rapporte ainsi soigner la diphtérie, les broncho-pneunomies grippales, la poliomyélite, la grippe et la fièvre aphteuse, entre autres, et acquiert une certaine notoriété.
Pendant la guerre 1939-45, il quitte Rochefort pour s'installer au Breuil-Magné, où il poursuit ses recherches et expériences. Celles-ci portent sur la maladie de Carré chez les chiens ; il rapporte les traiter avec succès.

## Postérité
L'efficacité de ce traitement dans les cas rapportés n'a pas été prouvée,. En France, sous ses différentes formes, le magnésium est le plus souvent prescrit au femmes enceintes ou allaitantes, aux sportifs (crampes, asthénie, performances), en cas de pathologie sous-jacentes telles que la dépression, ou dans les pathologies pouvant entraîner une perte excessive de magnésium.
Le chlorure de magnésium, quant à lui, est traditionnellement prescrit comme anti-acide ou comme laxatif.